# 台灣前肛鰻
台湾前肛鳗（学名：Dysomma taiwanense），是合鳃鳗科前肛鰻屬的一种。模式标本采集自台湾宜兰县大溪渔港。

## 鉴别特征
模式标本全长（TL）496毫米。颌间齿2颗；犁骨上具4颗复齿；下颌上具有一排7—10颗大复齿。头部感觉孔：眼下部4个，眼上部3个，下颌6个，鼻附近1个。躯干很短。具有胸鳍；背鳍起自胸鳍基部稍前；臀鳍始于胸鳍紧后端。侧线孔：背鳍前部4—5个，胸鳍前部5—7个，肛门前9—12个，总共40—48个。正模脊椎骨：背鳍前9—10个，肛门前13—17个，总数137—139个；副模为9-15-138。身体呈均匀的褐色，体后1/8部分下部颜色较深，臀鳍后部和尾鳍下部具黑色基部和边缘。